# Trichosporeae
Tribu
Les Trichosporeae est une tribu de plantes à fleurs de la famille des Gesneriaceae et de la sous-famille des Didymocarpoideae.
Le genre type de la sous-famille est Trichosporum, nom invalidé, synonyme de Aeschynanthus.

## Liste des sous-tribus
Corallodiscinae – Didissandrinae – Didymocarpinae – Jerdoniinae – Leptoboeinae – Litostigminae – Loxocarpinae – Ramondinae – Streptocarpinae – Tetraphylloidinae

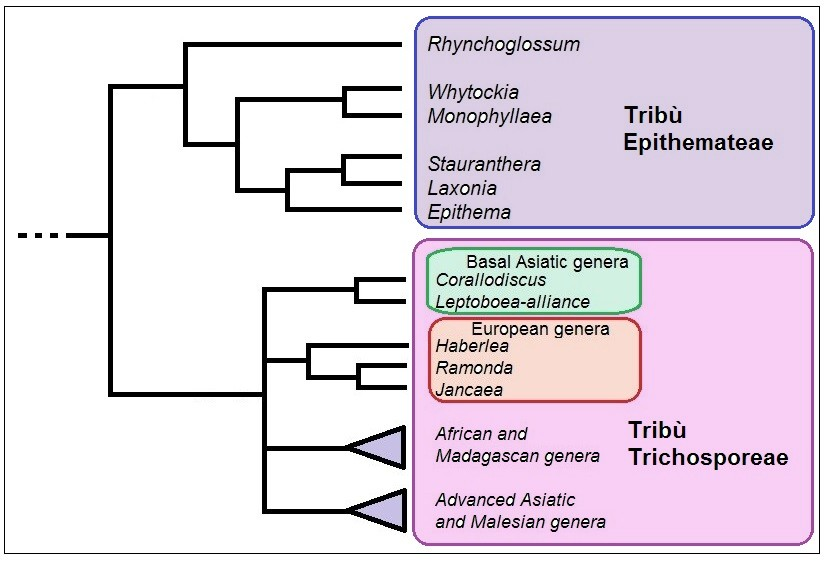
Cladogramme de la sous-famille des Didymocarpoideae.

## Publication originale
- Ness von Essenbeck F., 1825. Flora oder Botanische Zeitung: 142.